# Flakpanzer I
Flakpanzer I (2-cm Flak 38 (Sf.) auf. Panzerkampfwagen I Ausf.A) — немецкая зенитная самоходная установка времён Второй мировой войны, построенная на базе лёгкого танка Panzer I Ausf.A.

## История создания
В течение сентября 1939 года около 51 Panzer I Ausf.А путём демонтажа башни и замены механизма поворота башни двустворчатыми люками были переделаны в танки снабжения. Эти машины были преданы 610-му батальону снабжения. 610 батальон принимал участие в немецком вторжении на Запад в 1940 году. При котором было отмечено, что эти машины не имели оборонительных средств, а также им не хватало вспомогательных машин для противодействия угрозам противника, в том числе воздушным.
Чтобы решить этот вопрос, в 6 конструкторское бюро поступил запрос на зенитный танк на базе лёгкого танка Panzer I Ausf. А. Компаниям Alkett и Daimler-Benz было поручено совместно разработать первый прототип. В некоторых источниках упоминается автомобильная компания Stöwer, расположенная в Штеттине. Утверждается, что разработка была поручена именно ей. При этом отмечается её слабые производственные мощности, ввиду чего она могла отвечать лишь за поставку необходимых компонентов.
В общей сложности было произведено 24 Flakpanzer I. Они производились с марта до мая 1941 года. В это время Panzer I выводился из эксплуатации в частях, поэтому для Flakpanzer I использовались обычные версии Panzer I Ausf.А.

## Эксплуатация
Все произведённые Flakpanzer I были использованы для формирования Fla.-Btl.(mot) 614 (рус. — моторизованный зенитный батальон 614), который был разделён на три роты. Каждая рота имела по восемь таких машин. Это подразделение было образовано в 1941 году. Батальон был переброшен на Восток для предстоящего вторжения в Советский Союз. 614-й батальон первоначально не участвовал в наступлении, так как дислоцировался в Померании и проходил интенсивную подготовку экипажей. После августа 1941 года 614-й батальон был перевезён по железной дороге в город Яссы, откуда он должен был быть перенаправлен на Восточный фронт. Сами Flakpanzer I имели ограниченное применение против самолётов. В основном они использовались против наземных целей. Машина имела ряд серьёзных недостатков: слабая удельная мощность двигателя, ненадёжная подвеска в сочетании с выросшим весом, а также слабое бронирование и защита экипажа. В связи с этим, батальон нёс большие потери. Вскоре, в 1943 году, батальон был полностью разбит во время Сталинградской битвы. Последняя машина также была потеряна во время Сталинградской битвы в 1943 году.

## Описание конструкции

### Корпус
Машина имела классическую компоновку. Моторно-трансмиссионное отделение располагалось в кормовой части корпуса, боевое отделение находилось в средней части корпуса, а отделение управления — в передней части. Flakpanzer I использовал корпус Panzer I Ausf. A с небольшими доработками. Орудийная установка претерпела большие изменения. С танка была снята башня, а также крыша корпуса и верхние части бортовой и задней брони. В освободившемся пространстве была установлена квадратная платформа для установки зенитного орудия, которое устанавливалось по центру относительно лобовой проекции. Платформа самого танка Panzer I имела скромные размеры. Для обеспечения большего рабочее пространства для членов экипажа Flakpanzer I, были добавлены бортовые складные щитки прямоугольной формы, а некоторые машины имели и задние щитки. Броня Flakpanzer I была довольно скромной. Броня лобовой проекции корпуса была толщиной от 8 до 13 мм. Борта корпуса имели толщину от 13 до 14,5 мм, корма корпуса достигала толщины 13 мм, а днище корпуса — 5 мм. Командир, заряжающий и наводчик были защищены 20 мм орудийным щитком зенитного орудия Flak 38. Остальные проекции были открытыми.

### Вооружение
Основным вооружением Flakpanzer I была 2-см зенитное орудие Flak 38, разработанная компанией Mauser Werke. Конструкция орудия включала в себя многие элементы Flak 30 с некоторыми изменениями. Например, Flak 38 обладала новым затворным механизмом и возвратной пружиной. Орудийный щиток был сохранён. Орудие обладала горизонтальным наведением в 360° и горизонтальными углами наведения от −20° до +90°. Максимальная эффективная дальность стрельбы составляла 2 км по воздушным целям и 1,6 км по наземным. Максимальная скорострельность составляла 420—480 выстрелов в минуту, но практическая скорострельность составляла 180—220 выстрелов в минуту. Flak 38 могла быть при необходимости легко снята с машины и заменена. Время развёртывания машины в боевое положение составляло 4-6 минут. Боекомплект орудия размещался внутри корпуса, рядом с механиком-водителем и радистом. Боекомплект состоял из 250 патронов. Это число патронов нетипично, так как стандартная кассета для Flak 38 вмещала в себя 20 патронов. Дополнительные боеприпасы и другое оборудование перевозились либо в прицепах Sd.Ah.51, либо во вспомогательных машинах.

### Экипаж
Экипаж машины состоял из восьми человек. Пятеро непосредственно были членами экипажа машины, а трое являлись обслуживающим персоналом. Экипаж Flakpanzer I состоял из командира, наводчика, заряжающего, механика-водителя и радиста. Место механика-водителя не изменилось по сравнению с Panzer I Ausf. А и находилось в левой части корпуса. Справа от него располагался радист, являющийся оператором радиостанции Fu-2. Доступ к этим местам находился между орудийным щитком и лобовой деталью машины. Остальные три члена экипажа расположились вокруг орудийной платформы. Три оставшихся члена экипажа находились в машинах снабжения.

### Двигатель
Flakpanzer I был оснащён четырёхцилиндровым двигателем Krupp M 305 мощностью 60 л.с. Вес машины увеличился до 6,3 тонны, что привело к снижению максимальной скорости до 35 км/ч. Также увеличение веса приводило к перегреву двигателя. Для дополнительного охлаждения двигателя в моторном отсеке были вырезаны два дополнительный отверстия шириной 50-70 мм. Кроме того, некоторые машины имели и отверстия диаметром 10 мм. Также, был удлинено вентиляционное отверстие, расположенное на правом борту корпуса.

### Подвеска
Подвеска Flakpanzer I без изменений перекочевала с Panzer I Ausf. А и состояла из пяти опорных катков. Последний опорный каток выполнял роль ленивца. Первый каток был установлен на амортизатор со спиральной пружиной. Остальные четыре колёса были сблокированы попарно на балансирах на листовых рессорах. Ведущая звёздочка располагалась в передней проекции. Также на борт были установлены три поддерживающих катка.

## Машина снабжения
Из-за небольшого рабочего пространства Flakpanzer I были снабжены прицепами для перевозки дополнительного боекомплекта и другой амуниции. Также, дополнительные 24 шасси Panzer I Ausf. А были направлены в 610-й батальон для перестройки их в артиллерийские тягачи (нем. — Munitionsschlepper), также известные как «Laube». С танков была снята башня и крыша корпуса. Борта корпуса и лобовая деталь расширялись дополнительными вертикальными броневыми листами. На передней детали, также, было установлено лобовое стекло. Они использовались для снабжения Flakpanzer I дополнительными боеприпасами. Экипаж такого тягача состоял из трёх членов: механика-водителя и двух носильщиков.

## Модификации
Помимо серийного Flakpanzer I с Flak 38, существовали две полевые модификации зенитной версии танка Panzer I.
Первая состояла в перевооружении машины несколькими 1,5-см пулемётами MG 151. Пулемётная спарка устанавливалась внутри боевого отделения. Данная модификация была построена на базе Panzer I Ausf.B. Количество выпущенных неизвестно.
Вторая модификация состояла в перевооружении Flakpanzer I 3,7 cm FlaK 43. Модификация была обнаружена в ремонтном ангаре со снятым стволом.